# Pierre Maudru
Pour les articles homonymes, voir Maudru.
Pierre Maudru, né le 24 avril 1892 à Asnières-sur-Seine et mort le 1er mars 1992 à Paris, est un réalisateur, scénariste, dialoguiste, écrivain, compositeur et parolier français. Il était le fils du réalisateur français Charles Maudru.

## Biographie
Dès 1921, il réalise son premier film à l'époque du cinéma muet. Il se tourne ensuite vers les scénarios et les dialogues des films de grands réalisateurs français de l'entre-deux-guerres.
Le 26 juillet 1923, il épouse dans le 9e arrondissement de Paris la comédienne Fernande Durand dite Fernande Debory ou Nadia Debory (1896-1981) (ils divorcent en 1927).
À la fin des années 1930, il redevient réalisateur pour deux films. Compositeur, il réalise, avec André Sablon, la musique du film Le Juif polonais de Jean Kemm réalisé en 1931. En parallèle il compose ou crée les paroles de plusieurs chansons éditées à la même époque.
Après la Seconde Guerre mondiale, il écrit surtout des œuvres de fiction. Dès les années 1930, il signe déjà un premier roman policier, L'Homme aux deux têtes (1931), dont l'intrigue a pour héros un fils de bonne famille ruiné qui a des dons pour se déguiser. « Engagé par un louche individu pour faciliter une captation d'héritage, il se prête au jeu, puis découvre qu'il s'agissait en fait d'une épreuve destinée à tester son honnêteté ». Non moins rocambolesque, en dépit du sujet plus grave, L'Énigmatique Monsieur Max (1955) met en scène un justicier à la Arsène Lupin qui menace divers capitaines d'industrie et forbans qui se sont enrichis pendant l'Occupation allemande.

## Filmographie

### En tant que réalisateur
- 1921 : Le Talion
- 1937 : La Treizième Enquête de Grey
- 1939 : Grey contre X, coréalisé avec Alfred Gragnon
- 1951 : Superpacific (court métrage) (aussi scénario)

### En tant que scénariste
- 1927 : André Cornélis de Jean Kemm
- 1929 : Le Mystère de la villa rose de Louis Mercanton et René Hervil
- 1930 : Atlantis d'Ewald André Dupont et Jean Kemm
- 1930 : Le Défenseur d'Alexandre Ryder
- 1930 : Hai-Tang de Richard Eichberg et Jean Kemm
- 1930 : La Douceur d'aimer de René Hervil
- 1930 : La Maison de la flèche de Henri Fescourt
- 1931 : Le Refuge de Léon Mathot
- 1931 : La Ronde des heures d'Alexandre Ryder
- 1931 : Gagne ta vie d'André Berthomieu
- 1931 : Amour et Discipline de Jean Kemm
- 1931 : Le Juif polonais de Jean Kemm
- 1931 : Azaïs de René Hervil
- 1932 : Les Vignes du Seigneur de  René Hervil
- 1932 : Service de nuit de Henri Fescourt
- 1932 : L'Amour et la Veine de Monty Banks
- 1933 : Miss Helyett de Hubert Bourlon et Jean Kemm
- 1934 : Un train dans la nuit de René Hervil
- 1937 : La Treizième Enquête de Grey de Pierre Maudru
- 1938 : Prince Bouboule de Jacques Houssin
- 1938 : Les Deux Combinards de Jacques Houssin
- 1939 : Grey contre X de Pierre Maudru et Alfred Gragnon
- 1940 : Monsieur Hector de Maurice Cammage
- 1949 : La Ronde des heures d'Alexandre Ryder
- 1954 : Tourments de Jacques Daniel-Norman
- 1954 : La Castiglione de Georges Combret
- 1956 : Fric-frac en dentelles de Guillaume Radot
- 1959 : Marie des Isles de Georges Combret
- 1964 : La Traite des blanches de Georges Combret

### En tant que dialoguiste
- 1930 : Hai-Tang de Richard Eichberg et Jean Kemm
- 1930 : Atlantis d'Ewald-André Dupont et Jean Kemm
- 1931 : La Ronde des heures d'Alexandre Ryder
- 1931 : Gagne ta vie d'André Berthomieu
- 1931 : Amour et Discipline de Jean Kemm
- 1931 : Le Juif polonais de Jean Kemm
- 1931 : Azaïs de René Hervil
- 1932 : L'Amour et la Veine de Monty Banks
- 1932 : Le Coffret de laque de Jean Kemm
- 1934 : Un train dans la nuit de René Hervil
- 1938 : Les Deux combinards de Jacques Houssin
- 1940 : Monsieur Hector de Maurice Cammage
- 1949 : La Ronde des heures d'Alexandre Ryder
- 1954 : La Castiglione de Georges Combret
- 1964 : Les Cavaliers de la terreur de Mario Costa
- 1964 : La Traite des blanches de Georges Combret

### En tant que compositeur
- 1931 : Le Refuge de Léon Mathot
- 1931 : Le Juif polonais de Jean Kemm

## Œuvre littéraire

### Romans policiers
- L'Homme aux deux têtes, coécrit avec Henri Lompech, éditions Le Tallandier, 1931
- L'Ennemi dans l'ombre, éditions La Technique du livre, 1945
- Le Domaine de la peur, éditions La Technique du livre, 1946
- L'Énigmatique Monsieur Max, éditions Le Masque, coll. « Le Masque » no 524, 1955

### Autres publications
- Cotillon III, opéra bouffe en trois actes, livret de Pierre Maudru et Gabriel Alphaud, musique de Henri Casadesus, éditions Choudens, 1927, (joué à la Gaîté-Lyrique, le 28 avril 1927)
- La Vie est un rêve (livret), éditions Choudens, 1930
- La Douceur d'aimer (livret), éditions Francis Salabert, 1930
- Valse berceuse (livret), éditions Francis Salabert, 1931
- La Ronde des heures (livret), éditions Francis Salabert, 1931
- Les Spectacles à travers les âges/musique-danse, éditions du Cygne, 1932
- Les Six Glorieuses de Paris, Préface du colonel Henri Rol-Tanguy, Société Parisienne d'Éditions, 1944
- Sur la bonne route (livret), éditions Francis Day, 1945
- Karagheuz au pouvoir suivi de La Fiancée de l'Europe, éditions La Pensée universelle, 1983

## Sources
: document utilisé comme source pour la rédaction de cet article.
- Claude Mesplède (dir.), Dictionnaire des littératures policières, vol. 2 : J - Z, Nantes, Joseph K, coll. « Temps noir », 2007, 1086 p. (ISBN 978-2-910-68645-1, OCLC 315873361), p. 336.